# یواس‌اس آر-۱۰ (اس‌اس-۸۷)
یواس‌اس آر-۱۰ (اس‌اس-۸۷) (به انگلیسی: USS R-10 (SS-87)) یک زیردریایی بود که طول آن ۱۸۶ فوت ۲ اینچ (۵۶٫۷۴ متر) بود. این زیردریایی در سال ۱۹۱۹ ساخته شد.